# Amlaith
Amlaith, también conocido como Amlaith de Fornost, es un personaje ficticio que forma parte del legendarium creado por el escritor británico J. R. R. Tolkien y cuya historia es narrada en los apéndices de la novela El Señor de los Anillos. 
Es un dúnadan, primogénito de Eärendur, quien fue el último Rey de Arnor. La muerte de su padre, unida a las disputas entre él y sus dos hermanos, provocó la división de Arnor en tres partes. Amlaith se convirtió así en el primer Rey de Arthedian. Desde el inicio de su gobierno y hasta el de Argeleb I, acontecido quinientos años más tarde, los reyes de la casa de Isildur no adoptaron nombres en quenya como anteriormente habían hecho.
Su creación está vinculada a la composición de los apéndices de El Señor de los Anillos y en concreto a aquel titulado «Anales de los reyes y los gobernantes», que surgió de la obra Los herederos de Elendil (c. 1949 - 1950).

## Historia ficticia
Amlaith nació en el año 726 de la Tercera Edad del Sol y fue el mayor de los tres hijos del príncipe Eärendur de Arnor, quien ocuparía el trono cincuenta y un años después para convertirse en el décimo y último gobernante del reino. Con su muerte en el 861 de la Tercera Edad del Sol y las disputas surgidas entre los tres hermanos, Arnor fue dividido en tres nuevos reinos: Arthedain, Cardolan y Rhudaur. Amlaith gobernó Arthedain, localizado al noroeste, entre los ríos Baranduin y Lhûn, desde el norte del Gran Camino del Este hasta las Colinas del Viento, y se convirtió así en el primero de varios reyes en los que perduró la línea de Isildur, al contrario de lo sucedido en los otros dos reinos. Murió en el 946 de la Tercera Edad del Sol y fue sucedido por su hijo Beleg.